# Șieu (okręg Bistrița-Năsăud)
Șieu – wieś w Rumunii, w okręgu Bistrița-Năsăud, w gminie Șieu. W 2011 roku liczyła 1251 mieszkańców.